# José Roberto de Assis
José Roberto de Assis (Campinas, 19 de março de 1943), conhecido popularmente como Zé Roberto, é um político brasileiro e ex-prefeito de Campo Limpo Paulista. Já foi prefeito da referida cidade por dois mandatos, além de vice-prefeito e vereador. É filiado desde 2008 ao Partido da República (PR), partido pelo qual concorreu nas eleições municipais de 2008 e 2012.

## História
José Roberto nasceu em Campinas e ainda criança foi morar na cidade de Campo Limpo Paulista com seus pais Romualdo de Assis e Maria Aparecida Carneiro de Assis. Zé Roberto cresceu nessa cidade, formou-se em Direito, tornou-se advogado e trabalhou na Metalúrgica Krupp de Campo Limpo Paulista.
Na década de 1960, com a emancipação de Campo Limpo Paulista, José Roberto, ajudou a fundar o Esporte Clube Internacional, do qual viria a tornar-se presidente.

## Vida Política
José Roberto ingressa na Política e torna-se vereador, presidente da Câmera Municipal, Vice-prefeito e prefeito por duas ocasiões.
Em 2008, após boatos de que teria morrido, ele volta a concorrer ao cargo de prefeito, a convite do amigo Pedro Miguel Filho, que na ocasião concorreu junto a ele como vice-prefeito. Zé Roberto ficou em segundo lugar nas eleições de 2008 com 38% dos votos, tendo um total de 15.693 votos, contra 41% do candidato Armando Hashimoto(PSDB).
Nas eleições de 2010 teve um papel importante na eleição da presidente Dilma Rousseff do Partido dos Trabalhadores (PT), na ocasião ele fez campanha nos bairros da cidade a favor da presidente. Antes da campanha de Dilma, José Roberto já havia feito campanha na cidade para Roberto Cardoso Alves, Franco Montoro e Fleury Filho.
No ano de 2012, Zé Roberto torna-se novamente prefeito de Campo Limpo Paulista pelo Partido da República (PR), com 36,78% dos votos.
Em 2013 foi eleito vice-presidente do Aglomerado Urbano de Jundiaí
Durante o início de seu governo na cidade, criticou muito os ex-prefeitos, Luiz Antonio Braz e Armando Hashimoto, ambos do PSDB, pelos baixos investimentos em esporte, na frota sucateada de veículos pertencentes ao município e também pelo esquecimento da saúde no município.
Uma das primeiras ações do prefeito José Roberto foi fechar uma grande parceria com o SENAI, e transformar os três centro de informatica da cidade, em Centros de Cursos Profissionalizantes.

## Polêmicas
Em Julho de 2014, o programa CQC exibiu no quadro "Proteste Já" denúncias referentes à irregularidades relacionadas com a gestão do hospital de clínicas da cidade, alegando que o então prefeito, Zé Roberto, em 2013 revogou o contrato, antes do término, com a empresa que já estava realizando essa essa função, a Associação Social Humanitas (ASH), dispensando seus serviços anteriormente pagos. Em seu lugar, através de um contrato emergencial, ou seja, sem licitação, foi contratada a Associação Beneficente Pró-Saúde, mediante o pagamento de R$ 1.284.000,00 mensais, valor aproximadamente três vezes maior do que o pago à empresa anterior. Quatro meses após esse incidente, a prefeitura então abre uma nova licitação, vencida pela própria Associação Beneficente Pró-Saúde, fato que gerou uma série de contestações acerca da situação fiscal e financeira dessa empresa, investigada na justiça estadual por ser possuídora de uma divída estimada em R$ 19 milhões de reais, além de estar respondendo, à época, a mais de 200 processos. Devido a repercussão gerada pela falta de idoniedade da empresa contratada, a licitação foi posteriormente cancelada.
Porém, mediante novo contrato emergencial, a Associação Beneficente Pró-Saúde prestou serviços à cidade por mais 2 meses, e acabou por vencer novamente a licitação aberta pela prefeitura para gestão do hospital municipal, mediante mudança de endereço e de CNPJ, e receberia da prefeitura a quantia de R$ 89 milhões ao longo de 5 anos.
Ainda no quadro "Proteste Já", foi entrevistado um ex-funcionário do hospital, cuja identidade foi preservada, que relatou ao programa a piora da qualidade nos serviços prestados no hospital e a falta de recursos físicos para o atendimento de pacientes, como lençóis e cobertores, bem como a falta de profissionais da área da saúde necessários, como técnicos e auxiliares de enfermagem. Além disso, o ex-funcionário revelou o aumento na carga horária de serviços, além da péssima situação dos leitos e demora excessiva nos atendimentos.
Ao ser procurado para prestar esclarecimentos acerca das denúncias averiguadas pelo programa, Zé Roberto marcou um horário para a entrevista do programa CQC, porém posteriormente desmarcou e afirmou, em nota de esclarecimento, que não considerava o programa como "um jornalismo sério". Apesar da insistência dos repórteres no paço municipal, nem o prefeito nem o chefe de governo conseguiram ser contatados.
Dias depois da realização e veiculação do quadro, o prefeito rebateu todas as denúncias e críticas numa sessão da câmara municipal, argumentando que "não fez nada em desacordo com a lei" e que foi "vítima de acusações levianas", além de afirmar que a quantia pago à Pró-Saúde não era 3 vezes superior ao pago à ASH (o valor alegado pelo prefeito é de R$ 1,5 milhão mensais), e que o custo é mais alto pelo fato de que a primeira executa uma gama de serviços maior do que a segunda, o que foi questionado por vereadores que ainda consideravam o valor alto e não incluia a prestação de alguns serviços, como fisioterapia.

## Eleições 2016
Nas eleições de outubro de 2016, com a popularidade em níveis baixos, Zé Roberto foi derrotado por uma diferença de 6.500 votos nas urnas pelo candidato Roberto Antonio Japim de Andrade, do PROS, ficando em terceiro lugar, com 5.865 votos (14,79% dos votos válidos), e encerrando seu mandato em Janeiro de 2017.